# Fatima al-Hosani
Fatima Youseff al-Hosani (* 5. November 1998 in Schardscha) ist eine Leichtathletin aus den Vereinigten Arabischen Emiraten, die sowohl im Kugelstoßen, als auch im Diskuswurf an den Start geht.

## Sportliche Laufbahn
Ihren ersten internationalen Wettkampf bestritt Fatima al-Hosani bei den Olympischen Jugendspielen 2014 in Nanjing, bei denen sie mit 32,36 m den siebten Platz im B-Finale belegte. Im Jahr darauf wurde sie bei den Arabischen Meisterschaften in Manama mit 37,91 m Sechste im Diskuswurf und nahm auch an den Jugendweltmeisterschaften in Cali teil, schied dort aber mit 38,41 m in der Qualifikation aus. Zuvor gewann sie bei den Jugendasienmeisterschaften in Doha mit 41,80 s die Silbermedaille. 2016 gewann sie bei den Arabischen Juniorenmeisterschaften in Tlemcen mit 39,73 m die Silbermedaille mit dem Diskus hinter der Libyerin Salem Rijaj Sanah. Kurz darauf belegte sie bei den Juniorenasienmeisterschaften in der Ho-Chi-Minh-Stadt mit 41,01 m den sechsten Rang und qualifizierte sich auch für die U20-Weltmeisterschaften im polnischen Bydgoszcz, bei denen sie mit 37,40 m in der Qualifikation ausschied.
2017 belegte sie bei den Islamic Solidarity Games in Baku den achten Platz im Kugelstoßen mit 11,72 m und mit dem Diskus beendete sie den Wettkampf ohne einen gültigen Versuch. 2018 erfolgte die Teilnahme an den Asienspielen in Jakarta, bei denen sie mit 42,95 m den achten Platz im Diskuswurf belegte. 2019 gewann sie bei den Arabischen Meisterschaften in Kairo mit 42,23 m die Bronzemedaille im Diskuswurf hinter der Bahrainerin Noora Salem Jasim und Amira Khaled Mahmoud aus Ägypten. 2023 gewann sie bei den Westasienmeisterschaften in Doha mit 11,91 m die Silbermedaille im Kugelstoßen hinter Jasim und sicherte sich im Diskuswurf mit 39,29 m die Bronzemedaille hinter der Irakerin Adhraa Nabil und Aisha Waleed al-Khuder aus Kuwait. Anschließend gewann sie bei den Panarabischen Spielen in Algier mit 43,53 m die Bronzemedaille hinter der Algerierin Nabila Bounab und Salem Rijaj Essayah aus Libyen und belegte im Kugelstoßen mit 11,92 m den fünften Platz. Im Oktober gelangte sie bei den Asienspielen in Hangzhou mit 40,00 m auf Rang acht im Diskuswurf.

## Persönliche Bestleistungen
- Kugelstoßen: 12,64 m, 11. Juli 2018 in Amman (emiratischer Rekord)
- Diskuswurf: 45,20 m, 17. März 2018 in Amman (emiratischer Rekord)